# 799 Gudula
Gudula (asteroide 799) é um asteroide da cintura principal com um diâmetro de 43,63 quilómetros, a 2,4821983 UA. Possui uma excentricidade de 0,0233779 e um período orbital de 1 480 dias (4,05 anos).
Gudula tem uma velocidade orbital média de 18,68262 km/s e uma inclinação de 5,27916º.
Esse asteroide foi descoberto em 9 de Março de 1915 por Karl Reinmuth.